# Pat Garrett och Billy the Kid
Pat Garrett och Billy the Kid (originaltitel: Pat Garrett and Billy the Kid) är en amerikansk westernfilm från 1973, i regi av Sam Peckinpah.

## Handling
Flera mäktiga boskapsskötare i New Mexico tillsätter en grupp som skall stoppa Billy the Kid (spelad av Kris Kristofferson). Billys vän och tidigare gängmedlem, Pat Garrett (James Coburn), anlitas för att leda uppbådet.

## Om filmen
- Filmen hade svensk premiär 15 oktober 1973 på biograferna Palladium och Göta Lejon i Stockholm.
- I Sverige satte Statens biografbyrå en 15-årsgräns på filmen och kortade ner den på fem ställen och tog därmed bort sammanlagt fyra minuter och fyrtio sekunder.
- År 1988 släpptes filmen på video, restaurerad till Sam Peckinpahs ursprungliga version på 122 minuter. Restaureringen hade gjorts med hjälp av en återfunnen arbetskopia av filmen som stals efter en förhandsvisning 1973.
- Detta var Bob Dylans första spelfilm (han hade tidigare medverkat i dokumentären Se dig inte om (1967, inspelad 1965), och dessutom själv arbetat med en dokumentär om sin egen världsturné 1965–1966. Denna film, Eat the Document, stannade dock på halva vägen). Han jobbade hårt för att få en roll eftersom han alltid varit fascinerad av Billy the Kid.

## Rollista (i urval)
- James Coburn - Pat Garrett
- Kris Kristofferson - Billy the Kid
- Richard Jaeckel - Kip McKinney
- Katy Jurado - Mrs. Baker
- Bob Dylan - Alias
- Chill Wills - Lemuel
- Barry Sullivan - Chisum
- Jason Robards - Lew Wallace
- Luke Askew - Eno
- John Beck - Poe
- Richard Bright - Holly
- Rita Coolidge - Maria
- Emilio Fernández - Paco
- Slim Pickens - Baker
- Charles Martin Smith - Charlie Bowdre
- Harry Dean Stanton - Luke
- Elisha Cook Jr. - Cody

## Musik
Soundtracket gjordes av Bob Dylan, som även har en roll i filmen. Soundtracket innehåller bland annat den välkända hitlåten "Knockin' on Heaven's Door".